# ミニヤギ
ミニヤギは、小型のヤギ品種の総称である。具体的には、トカラ山羊、シバ山羊、アフリカ原産のピグミーゴート、あるいはそれらの混種である。
ミニブタ、ミニウサギ同様にサイズの個体差が大きい。ザーネン種と交雑すると大型化する。また、品種として確立していない。
平均体重は15～40kgと幅があり雌より雄が大きくなる。雄は角が大きく伸び独特の体臭がある事からペットとして飼われる場合は、去勢される事が多い。　沖縄ではヤギを食する文化があり、ペットとして飼われる以外に食肉にも供される。雌は生後7か月を過ぎると繁殖可能となり、20日毎に発情期（2～3日間）を迎える。発情期には大きな声で鳴いたり気が荒くなる事が多い。去勢した雄は雌化し雌と区別がつかなくなる。
餌は主に牧草で雑穀も少量与える。野草や野菜でも十分飼育が出来、草取り目的でも重宝される。犬と違って法律上は狂犬病予防接種の義務はない。犬糸状虫が感染するので、予防薬の投与が推奨される。大きさによるが1頭当り一月に3～5千円の牧草代がかかる。野菜や野草中心に与えれば、水を殆ど飲まない場合もある。
飼い方によって、庭で飼う「庭ヤギ」と部屋で飼う「お座敷ヤギ」に分かれる。仔ヤギは寂しがりなので、飼い主がいつもそばに居ないと鳴き続ける。何でも口にするのでビニールや紙などを食べないように注意する。ヤギ牧場あるいはペットショップで購入できる。ペットショップで購入する場合、両親の体格を確認出来なければ成長後の体格を予測する事は難しい。ヤギ牧場では、両親の体格からある程度予測出来る事が多い。
ヤギ牧場での平均価格は7～8万円である。ペットショップではその倍になる。平均寿命は12～14年である。訓練すれば、呼び寄せたりお手を仕込むことができる。トイレの躾けも可能である。相性が良い犬とは一緒に飼う事も出来る。トイレを躾けるには、尻尾が立つのを見たら直ぐにトイレへ連れて行って用便させ、上手く出来たら、褒美に餌を与える。
毛色は白、黒、茶色、グレー、ミックスがあり希に牛柄(ホルスタイン様)にもなる。ミニヤギの需要はふれあい広場で飼われる以外には、草取り目的あるいはペットとして飼育されるだけである。100%国内で繁殖され販売されている。島などに捨てられ野山羊として問題にもなっている。

## ミニヤギブーム
ミニヤギ　バッキーが「どうぶつ奇想天外！」や「めざましテレビ」「ナニコレ珍百景」など多数テレビ出演にしてからミニヤギの問い合わせが増えたという。バッキーは3歳半にもかかわらず体重は5kg、体長は40cmであり例外的に小柄である。小柄である理由は、生まれつき虚弱であったためと考えられる。